# تاريخ الأبجدية العربية
تاريخ الأبجدية العربية يتناول تاريخ الكتابة العربية، وهي نظام الكتابة المستخدم في اللغة العربية والعديد من اللغات الأخرى مثل الفارسية والأردية. يظهر تاريخ الأبجدية العربية بأنها مرت بفترات نمو منذ بداية نشأتها. والاعتقاد السائد بأنها انبثقت من النبطية (وربما هي إحدى فروع السريانية) القادمة من الآرامية وهي من السلالة الأبجدية الفينيقية وقد ظهر منها الأبجدية العبرية والأبجدية الإغريقية، ومن الإغريقية ظهرت الأبجديات السريالية واللاتينية وغيرها. هناك أيضا كانت توجد الأبجدية العربية الجنوبية أو خط المسند، والتي كانت تستخدم بكثرة في جنوب الجزيرة العربية، وظهرت في النقوش الحميرية وقبلها السبئية في اليمن، ويعتقد أيضا انها اندثرت مع بداية ظهور الأبجدية العربية.

## النشأة

### تاريخ اللغات الموجودة في شبه الجزيرة العربية
ظهرت في جنوب شبه الجزيرة العربية في اليمن الكتابة الحميرية المعروفة بخط المسند المختلفة في القواعد والتصريف عن اللغة العربية تحدثًا وكتابة، تزامن ظهور هذا الخط والكتابة مع ظهور مملكة سبأ قبل القرن العاشر قبل الميلاد ثم توقف استخدام هذا الخط مع القرن السابع ميلادياً حيث كان لظهور العصر الإسلامي أثر كبير في اندثار الاستخدام اليومي لهذه اللغة عند معظم الحميريين، واصبحوا يكتبون باللغة العربية المكتوبة بلغة قريش والتي تطورت بدورها أيضا بعد تنقيطها ببعض النقاط والحركات المميزة. ومع عدم أخذ اللغوين باللسان الحميري ولغاته (السامية الجنوبية) بشقيها الشرقي والغربي، هناك اعتقاد مبني على الدراسات والبحوث العلمية بأن الأبجدية العربية تطورت من النبطية أو من السريانية وهو التصور الأقوى.
الجدول التالي يظهر التطورات الخاضعة لشكل الأحرف من المنشأ الآرامي إلى الأشكال النبطية والسريانية. وقد تم وضع العربية بالمنتصف للتوضيح ولكي لايشير إلى التطور الزمني.
و إذا ما أخذ الاعتقاد بأن الأبجدية النبطية تحولت إلى العربية كما يلي:
- ما بين القرنين السادس والخامس قبل الميلاد هاجرت القبائل السامية إلى الشمال وأنشئوا مملكة تمركزت حول بترا، الموجودة حاليا بالأردن. ويسمى هؤلاء الناس بالأنباط نسبة إلى اسم قبيلتهم (نبطو)، ويعتقد بأنهم يتكلمون بأحد أشكال اللغة العربية.
- بالقرن الثاني الميلادي تم تسجيل ظهور أولى أشكال الأبجدية النبطية المكتوبة داخل اللغة الآرامية (والتي كانت لغة الاتصال والتجارة)، ولكن كان بها بعض خصائص اللغة العربية: فالأنباط لا يكتبون اللغة التي ينطقونها. فهم يكتبون بأبجدية أرامية والتي هي طور التطور، وقد انقسمت إلى قسمين: إحداهما أعدت للنقوش التي على النصب النبطية الضخمة، والأخرى للأحرف السلسة والمتصلة وللكتابة السريعة، والموجودة على أوراق البردي. وقد أثرت تلك الكتابة السلسة على الكتابة الضخمة شيئا فشيئا حتى تحولت تدريجيا إلى الأبجدية العربية.

### رأي المؤرخين العرب القدامى
ظهرت عدة أراء عن تاريخ الأبجدية العربية، بعضها تشير إلى أن الأبجدية العربية اشتقت من الخط المسند وهذا قول ضعيف. وبعضها تشير أن العربية والعبرية والسريانية (اللغات السامية الوسطى) تندرج من أصل لغوي واحد مختلف كليًا عن اللغة الحميرية أو الجعزية (اللغات السامية الجنوبيه) بشقيها الشرقي والغربي، روى مكحول الهذلي: «أن أول من وضعوا الخط والكتابة هم نفيس ونضر وتيماء ودومة من أولاد إسماعيل بن إبراهيم، وأنهم وضعوها متصلة الحروف بعضها ببعض حتى الألف والراء، ففرقها هميسع وقيدار وهما من أولاد إسماعيل». وقال برهان الدين الحلبي في كتابه السيرة الحلبية: «أن أول من كتب بالعربية من ولد إسماعيل هو نزار بن معد بن عدنان». وقال أبو الحسن علي بن الحسين بن علي المسعودي: «أن أول من وضع الكتابة هم بنو المحصن بن جندل بن يعصب بن مدين، وكانوا قد نزلوا عند عدنان بن أد بن أدد وأسمائهم أبجد وهوز وحطى وكلمن وسعفص وقرشت، فلما وجدوا حروفًا ليست في أسمائهم الحقوا بها وسموها الروادف وهي الثاء والخاء والذال والضاد والظاء والغين، والتي مجموعها (ثخذ ضظغ)، فتمت بذلك حروف الهجاء. وقيل بل هم ملوك مدين وأن رئيسهم لكمن، وأنهم هلكوا يوم الظلة، وأنهم قوم نبي الله شعيب».
وتُشير بعض الروايات إلى إن الكتابة العربية اشتقت من الخط الحميري (المسند)، الذي انتقل إلى العراق في عهد المناذرة، حيث تعلمه أهل الحيرة، ثم تعلمه أهل الأنبار، ثم انتقل إلى الحجاز، عن طريق القوافل التجارية والأدبية؛ وقد أخرج الحافظ أبو طاهر السلفي في الطيوريات بسنده عن الشعبي ما يؤيد ذلك فقال: «أول العرب الذي كتب بالعربية حرب بن أمية، تعلم من أهل الحيرة، وتعلم أهل الحيرة من أهل الأنبار». ولم يقل الشعبي الخط الحميري!!، وقال أبو بكر بن أبي داود في كتاب المصاحف: «حدثنا عبد الله بن محمد الزهري حدثنا سفيان عن مجالد عن الشعبي قال: سَألْنَا المهاجرين من أين تعلمتم الكتابة قالوا: تعلمنا من أهل الحيرة سألنا أهل الحيرة: من أين تعلمتم الكتابة قالوا: من أهل الأنبار». ولم يقل الشعبي مرة أخرى الخط الحميري!!، وقال تقي الدين المقريزي: «القلم المسند هو القلم الأول من أقلام حمير وملوك عاد». وقال ابن خلدون في مقدمته في فصل أن الخط والكتابة من عداد الصنائع الإنسانية: «ولقد كان الخط العربي بالغًا ما بلغه من الأحكام والاتقان والجودة في دولة التبابعة، لما بلغت من الحضارة والترفه، وهو المسمى بالخط الحميري، وانتقل منها إلى الحيرة، لما كان بها من دولة آل المنذر نسباء التبابعة في العصبية والمجددين لملك العرب بأرض العراق، ولم يكن الخط عندهم من الإجادة كما كان عند التتابعة، لقصور ما بين الدولتين، وكانت الحضارة وتوابعها من الصنائع وغيرها قاصرة عن ذلك. ومن الحيرة لقنه أهل الطائف وقريش فيما ذكر، يقال أن الذي تعلم الكتابة من الحيرة هو سفيان بن أمية، ويقال حرب بن أمية، وأخذها من أسلم بن سدرة وهو قول ممكن. وأقرب ممن ذهب إل أنهم تعلموها من إياد أهل العراق قول شاعرهم: قوم لهم ساحة العراق إذا…ساروا جميعا والخط والقلم. وهو قول بعيد لأن إيادًا وإن نزلوا ساحة العراق فلم يزالوا عل شأنهم من البداوة، والخط من الصنائع الحضرية. فالقول أن بأن أهل الحجاز إنما لقنوها من الحيرة، ». يرى الدكتور جواد علي بطلان هذا الرأي حيث قال: «إشتقاق الخط الحميري، أو خط أهل الأنبار من القلم المسند، قضية لا يمكن الأخذ بها فبين الخطين تفاوت كبير في الشكل، وهو تفاوت ينفي وجود صلة بينهما، ويثبت، على العكس، أن ذلك الخط من الخطوط التي اشتقت من أقلام الشمال، أي من الأقلام التي كانت شائعة في العراق وبلاد الشام».
يجدر الذكر بأن حمير لم تكن تعد من العرب، كما أشير لذلك عدة مرات في السنة النبوية مثل حديث (كل العرب من بني إسماعيل، ما عدا السلف والأوزاع وحضرموت وحمير)، ولم تكن القبائل الحميرية تتحدث العربية قبيل الإسلام بل اكتسبت اللغة اكتسابًا في العصر الإسلامي، كما أشار بذلك أبو عمرو بن العلاء فقال «كل العرب من ولد اسماعيل إلا حمير وبقايا جرهم» وقال أيضًا «ما لسان حمير بلساننا ولا عربيتهم بعربيتنا»، كما قال ابن جني «لسنا نشك في بُعْد لغة حمير ونحوها عن لغة ابني نزار»، وأشار لذلك الخليل الفراهيدي، كما أشار بذلك الهمداني ووصف كل لغة غير فصحية بأن فيها تحميرًا وأشار أحيانًا للقبائل الغير فصيحة ب (مع عسرة اللسان الحميري)، كما أن اللغوين لم يأخذوا بلسان حمير لبعده عن اللغة العربية، وهذا ما أكدته الدراسات العلمية الحديثة للغة العربية حيث تبين أن اللغة الحميرية أقرب للغات الإثيوبيه منها إلى اللغة العربية. وتوجد قبائل حميرية تتحدث بلغتها الأم المتفرعة من اللغة الجعزية أو الحميرية إلى العصر الراهن.
ويشير الباحثون المعاصرون إلى أنَّ الأبجدية العربيَّة نشأت وتطوَّرت من الأبجدية الآراميَّة، وأنَّ أصول الحروف العربيَّة أُخذت من الأحرف الأبجدية الساميَّة الجنوبيَّة وأنَّها انتقلت إلى شبه الجزيرة العربيَّة عبر اللغة النبطيَّة في جنوب الشام. حيث يمكن إرجاع أصل الأبجدية العربية إلى الأبجدية النبطية التي كُتِبَت بها اللهجة النبطية في اللغة الآرامية. وأول نص معروفٍ بالأبجدية العربية هو نقشٌ من القرن الرابع الميلادي موجود عند جبل رم (شرق مدينة العقبة بخمسين كم)، ولكن أول نصٍ مؤرخ بالأبجدية العربية هو نقشٌ بثلاثة لغاتٍ في الزبداني في سوريا عام 512 ميلادية.

## الخطوط الموجودة في شبه الجزيرة العربية في ما قبل الإسلام

### الأبجدية بالخط المسند
الجدول التالي يترجم الأحرف العربية مع ما يقابلها بخط المسند.
| الحروف عربي | ا | ب | ت | ث | ج | ح | خ | د | ذ | ر | ز | س | يميل إلى س | ش | ص | ض | ط | ظ | ع | غ | ف | ق | ك | ل | م | ن | ه | و | ي |

ظهرت أول مدونة كتبت بالأحرف العربية عام 512م. وقد كانت مكتوبة بثلاث لغات وهي: اليونانية والسريانية والعربية، وعثر عليها في الزبداني بسوريا، وتلك المخطوطة قد احتوت على 22 حرفا عربيا، 15 منها فقط كان مختلف، وتستخدم للإشارة إلى 28 حرف صوتي:-
نجا حوالي 40,000 ألف مخطوطة من عهد الجاهلية. ومعظمها موجود بلغات عربية شمالية قديمة. ولكنها كانت مكتوبة بأبجدية مقتبسة من أبجدية المسندية الجنوبية. مثل:
- الثمودية واللحيانية والصفائية والتيماوية والدومية في الشمال.
- الحسائية في الجانب الشرقي من الجزيرة العربية.
- عربية شمالية قديمة بالجزء الجنوبي من وسط الجزيرة.

وثقت اللغة العربية التقليدية (أو لغة القرآن الكريم) وما قبل التقليدية بعدد من المخطوطات. وربما القليل منها كان بالأبجدية العربية حديثة. فعلى سبيل المثال:
- المخطوطات الأثرية التي تعود لمملكة كندة التي يعود تاريخها إلى القرن الأول ق م من قرية الفاو وقد كتبت بأبجدية المسندية الجنوبية.
- نقوش نبطية كتبت باللغة الآرامية والعربية أي التقليدية ولكن بأحرف نبطية وهي شكل من أشكال الخط العربي غير التقليدي.
- هناك عدد من النقوش ماقبل الإسلام وكتبت بالأحرف العربية، تم التأكد على خمس فقط من تلك المخطوطات. ولا تستخدم تلك المخطوطات النقاط، من السهل ترجمتهما اعتمادًا على السياق في الجملة،

مكتوب هنا قائمة بالنقوش والمخطوطات المكتوبة بالأبجدية العربية الحديثة وأخرى بالنبطية العربية حيث تظهر بداية الملامح شبه العربية الحديثة.
| الاسم                                | الموقع                 | التاريخ                          | اللغة                                             | الأبجدية                                                  | النص |
| ------------------------------------ | ---------------------- | -------------------------------- | ------------------------------------------------- | --------------------------------------------------------- | --- |
| نقش عجل بن هفعم                      | قري الفاو الأثرية، نجد | القرن الأول قبل الميلاد          | عشرة أسطر بالعربية                                | أبجدية خط المسند                                          | كتابة على قبر يكرس فيه بالصلاة والدعاء ويطلب من اللات وكهل وعشتار بحماية القبر. |
| نقش سلمى بنت أوس أرشان (JSLih 384)   | دادان (العلا)          | قبل الميلاد (غير مؤرخ بشكل دقيق) | أربعة أسطر بالعربية                               | أبجدية دادانية                                            | شاهد قبر |
| عين عبدات                            | نقب في فلسطين          | ما بين 88 و 150 ب م              | أربعة أسطر بالأرامية ثم سطران بالعربية            | النبطية مع قليل من الأحرف المتشابكة                       | صلاة شكر للمعبود أوبود على انقاذ حياة شخص ما. |
| أم الجمال                            | غرب هضبة حوران بالأردن | تقريبا نهاية القرن الثالث ب م    | آرامية نبطية                                      | نبطية مع أحرف كثيرة متشابكة                               | بالأضافة إلى الإغريقية، وقد تم اكتشاف أكثر من 50 قطعة. |
| قبر رقوش (وهو اسم لامرأة وليس لمكان) | مدائن صالح السعودية    | 267 ب م                          | خليط من العربية والآرامية والخط العمودي بالثمودية | نبطية، بعض الأحرف بها العلامة الصوتية المميزة أو النقاط.  | آخر النقوش للغة النبطية. نقش على ضريح رقوش، وبها اللعنة على من يعبث بالقبر. |
| نقش نمارة                            | 100 كم جنوب شرق دمشق   | 328-329 ب م                      | عربية                                             | نبطية، والأحرف المتشابكة أكثر من ذي قبل                   | كتب على الضريح:«هذا قبر امرئ القيس بن عمرو ملك العرب كلهم الذي تقلد التاج. واخضع قبيلتي أسد ونزار وملوكهم وهزم مذحج وقاد الظفر إلى أسوار نجران مدينة شمر واخضع معدا واستعمل بنيه. على القبائل ووكلهم فرساناً للروم فلم يبلغ ملك مبلغه إلى اليوم. توفى سنة 223 م في 7 من أيلول (كسول) وفق بنوه للسعادة", عام 223 بتقويم بصرى» |
| جبل رام                              | 50 كم شرقي العقبة      | القرن الثالث أو الرابع ميلادي    | 3 خطوط بالعربية، وخط مائل بالثمودي                | بعض الأحرف العربية بها العلامة الصوتية المميزة أو النقاط. | معبد اللات. الشكر الجزيل للشخص النشيط الذي صنع ثروته. |
| سكاكا                                | السعودية               | غير معروف التاريخ                | العربية                                           | عربية، بعض الميزات النبطية والنقاط                        | قصير; القراءة غير واضحة |
| سكاكا                                | السعودية               | ما بين القرنين الثالث والرابع    | عربي                                              | عربي                                                      | "حما بن غارم" |
| سكاكا                                | السعودية               | القرن الرابع ميلادي              | عربي                                              | عربي                                                      | "ب-`-س-و ابن `عبد-امرؤ القيس ابن مال (ي)ك" |
| أم الجمال                            | غرب هضبة حوران بالأردن | القرن الرابع أو الخامس ميلادي    | عربي                                              | قريبة من العربية #                                        | "كتب ذلك أصدقاء علية بن عبيدة مسؤول فوج أوغسطس الثاني الفيلاديلفي، ومن يتعرض له فسوف يصيبه الجنون." |
| الزبداني                             | في سوريا، جنوب حلب     | 512 ميلادي                       | عربي                                              | عربي #                                                    | بالإضافة إلى اليونانية والسريانية مع العربية. كلمات مسيحية. الكلمات العربية تقول: بعون الإله "حيث كتب الله ب (الاله)" سرقس بن عمة مناف وطوبي بن امرؤ القيس وسرقس بن سعد وستر بن شريح. |
| جبل سيس                              | سوريا                  | 528 ميلادي                       | عربي                                              | عربي                                                      | سجل لبعثة عسكرية عن طريق إبراهيم بن المغيرة باسم الملك الحارث (ربما هو الحارث بن جبلة) ملك الغساسنة التابعين للبيزنطيين |
| حوران                                | اللجاة، جنوب دمشق      | 568 ميلادي                       | عربي                                              | عربي #                                                    | وبالإغريقي، على قبر شهيد. ومدون به شراحيل بن زامل الذي بنى المزار بعد سنة من تدمير خيبر. |

تغيرت كتابة المخطوطات النبطية إلى الكتابة العربية، والأرجح فترة نقش نمارة ونقش جبل رام. معظم الكتابات كانت على مواد قابلة للتلف، مثل ورق البردي. وحيث أنها مخطوطة، فإنها عرضة للتغيير. فالنقوش المتوافرة قليلة جدا، وقد نجا خمسة مخطوطات عربية عن فترة ماقبل الإسلام، وقد يكون هناك مخطوطات أخرى من نفس الحقبة
انظر http://www.islamic-awareness.org/History/Islam/Inscriptions/ لرؤية نسخ بعض تلك المخطوطات. صممت الأبجدية النبطية لكتابة 22 صوتة، لكن العربية لديها 28 صوتة; لذا فعند الكتابة باللغة العربية هناك 6 أحرف تظهر كل منها على حدة صوتين:

د تظهر أيضا ذ,

ح تظهر أيضا خ,

ط تظهر أيضا ظ,

العين تظهر أيضا غ,

ص تظهر أيضا ض,

ت تظهر أيضا پ.
بما أن الكتابة العربية كانت بالأصل نبطية متشابكة، فإن قراءة تلك الكتابة أصبح لها بعض الصعوبة بالفهم بسبب ترابط احرفها، وهناك بعض الأحرف المتشابهة بالشكل كما بالجدول التالي .

لذا فالأحرف العربية مدرجة في النظام الشامي التقليدي، ولكنها مكتوبة بأشكالها الحالية، فالأحرف المتشابهة الخلفية كحرف «ح» فإنه ينطق كحاء وخاء وجيم. وحرف الجيم له أكثر من صوتة، فقد ينطق كحرف /j/ أو /g/ في مصر.
تتغير الكثير من الحروف باختلاف وجودها داخل الكلمة، فعند وقوعها بنهاية الكلمة يكون لها شكل مختلف عن وجودها داخل الكلمة.

فمثلا حروف الباء والتاء والثاء والنون والياء تكون متشابهة، ولكن الياء تتغير عند وقوعها في آخر الكلمة.

كذلك الجيم والحاء والخاء.

الزاي والراء.

السين والشين.

الصاد والضاد.

الطاء والظاء.

العين والغين.
بعد ذلك، يكون هناك فقط 17 حرفا مختلف بالشكل. حرف واحد له 5 أصوات (ب ت ث ن بالإضافة إلى ي في بعض الأحيان)، وحرف آخر له 3 أصوات (ج ح خ)، وخمسة أحرف يعطون صوتين لكل واحد منهم.

## تعديلات العصر الإسلامي الأول

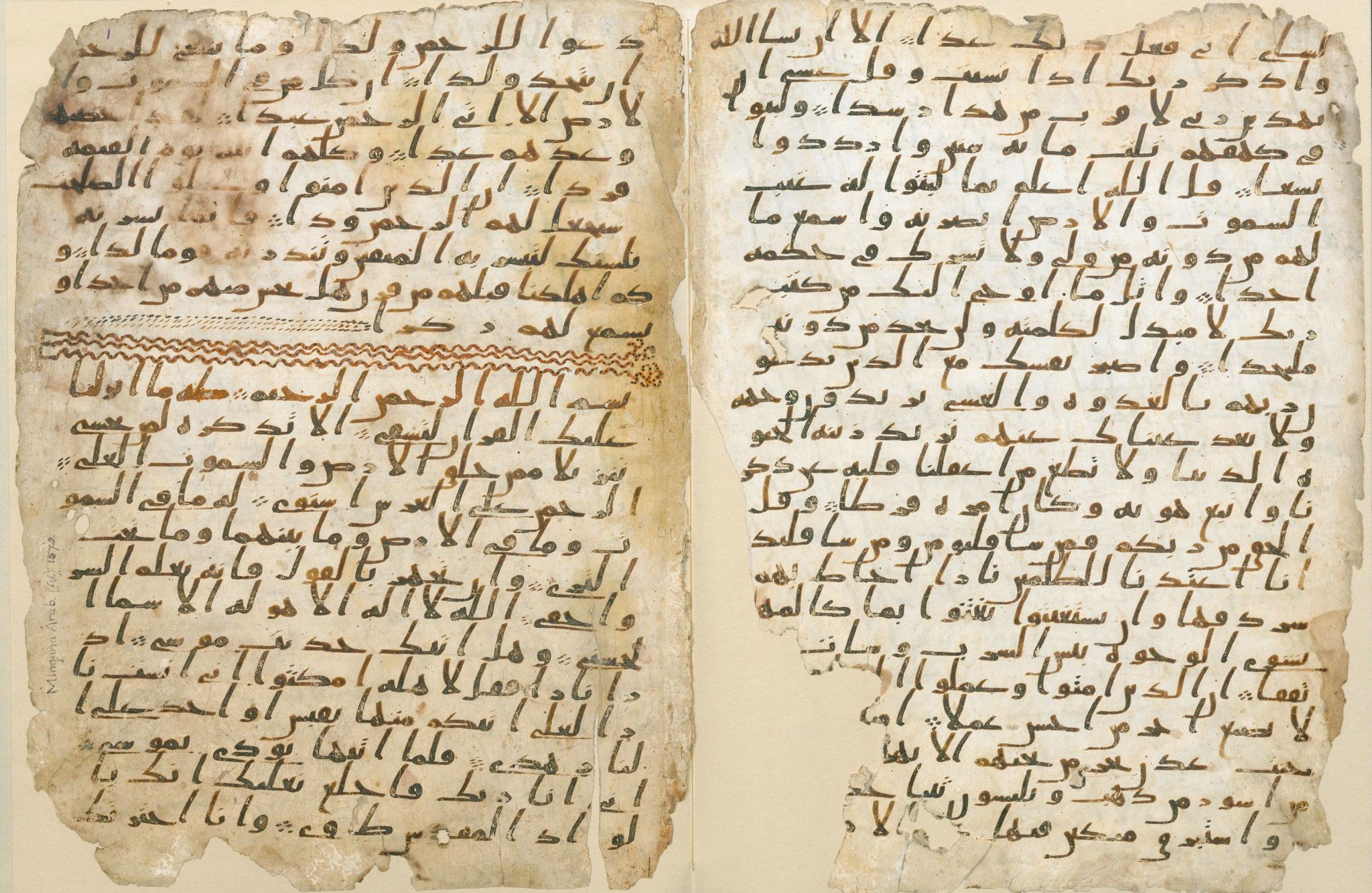
صورة لِلمخطوطة القُرآنيَّة بِجامعة برمنغهام قبل ظهور التنقيط، حيث كانت اللغة العربية تقرأ بالسليقة وتكتب بدون تنقيط.

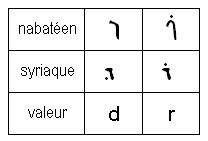
جدول يبين المفارقة ما بين حرفي الدال والراء بالأشكال النبطية والسريانية

### الإعجام

مثال على تطور نظام الكتابة العربية منذ القرن التاسع إلى القرن الحادي عشر، (1) البسملة كتبت بخط كوفي غير منقط ولا مشكّل. (2) نظام أبي الأسود الدؤلي المبكر ويَعتمد على تمثيل الحركات بنقاط حمراء تكتب فوق الحرف (الفتحة) أو تحته (الكسرة) أو بين يديه (الضمّة)، وتُستعمل النقطتان للتنوين. (3) تطور النظام بتنقيط الحروف. (4) نظام الخليل بن أحمد الفراهيدي المستعمل إلى اليوم، وهو وضع رموز مختلفة للحركات فيما تبقى النقاط لتمييز الحروف.

قيل أن الإعجام كان معروفًا لدى كتَّاب العرب في الجاهلية، ونقلت أخبار تؤيد ذلك فقد قال أبو عمرو الداني: «النقط عند العرب إعجام الحروف في سمتها»، وقد روي عن هاشم الكلبي أنه قال: «أسلم بن جدرة أول من وضع الإعجام والنقط». ولكن يظهر أن العرب كانوا يكتبون الحروف في الغالب بلا إعجام، وكانوا يميزونها عن بعضها بالسليقة وحسب السياق، لما اختلف اللسان باختلاط العرب بالعجَم، وظهر اللحن والتحريف في الألسنة وفي تلاوة القرآن وضع أبو الأسود الدُّؤَلي بطلب من زياد بن أبيه - أمير العراق -(سنة 67 هـ؛ 687م) علاماتٍ في المصاحف بصبغ مختلف، فجعل للفتحة نقطة فوق الحرف، للكسرة نقطة أسفل الحرف، وجعل للضمة نقطة من الجهة اليسرى، وكانت نون التنوين تكتب فاستبدلها بنقطتين تبعًا لحركة الحرف. في عهد الخليفة الأموي عبد الملك بن مروان نُقِّطت للأحرف العربية المتشابهة، وقام بذلك نصر بن عاصم ويحيى بن يعْمُر بأمر من الحجاج بن يوسف الثقفي (وكان متقنا للقرآن والعربية، فأمر العلماء بإحصاء آيات القرآن وحروفه ثم وضع التنقيط المعروف مع اختلاف بين تنقيط أهل المشرق وأهل المغرب وهو لا يكاد يذكر)؛ وقاما أيضًا بترتيب الحروف الهجائية بالترتيب الألفبائي (أ، ب، ت، ث....).
وبعد ذلك رأى الخليل بن أحمد صعوبة الأمر، فقد كثر اختلاط النقط في الكتابة أيامه، وذلك بسبب عدم التمييز بين نقطة الحرف أو نقطة الشكل؛ فقام الخليل بإبدال الشكل الذي وضعه أبو الأسود الدؤلي، حيث أراد التخلص من نظام النقط في الشكل. فالضمة وضع لها واوًا صغيرة، ووضع للتنوين اثنتين. والفتحة وضع لها خطًا صغيرًا فوق الحرف، وجعل للتنوين اثنتين. وضع للكسرة خطًا صغيرًا تحته.
وضع رأس الشين للدلالة على كلمة «تشديد»، ووضع رأس العين على همزة القطع، فأخذ من كلمة «قطع» الحرف الثالث، ولم يأخذ الأول ولا الثاني بسبب إمكانية الالتباس بين الحركات، وضع رأس صاد للدلالة على كلمة (وصل)، فأخذ الحرف الثاني، لأن الأول وهو الواو جعلناه قصيرًا للضمة. ووضع إشارة المدة من كلمة مدّ، فلم يختر الميم بسبب الالتباس مع حركة الضمة.

#### التشديد

علامة الشدة تشير إلى تضاعف ساكن.

التشديد هو مضاعفة صوتٍ ساكن. فبدلًا من كتابة الحرف مرتين، تُضافُ علامةُ الشدةِ فوق الحرف الساكن. (والمصطلح العام لهذه العلامات يسمى التشكيل). عندما تستخدم الشدة على حرفٍ عليه كسرة، يمكن كتابة الكسرة بين الشدة والحرف، بدلًا من كتابتها في مكانها الطبيعي.
| عام الترميز الموحد | الاسم | الترجمة صوتية  |
| ------------------ | ----- | -------------- |
| 0651ّ               | شَدَّة   | (تشديد الساكن) |

#### التنوين
التنوين هو إضافة نون زائدةٍ إلى اسم أو نعتٍ للإشارة إلى حالةٍ نحوية. وينون الحرف من خلال مضاعفة الحركة التي في آخر الكلمة. ثمة ثلاثة أنواعٍ ٍمن التنوين:
- الضم: يُرسَم فوقه رفعتان (رفعة مضاعفة).
- الكسر: يُرسم تحته خفضتان (خفضة مضاعفة).
- الفتح والمفتوح يُرسم فوقه نصبتان (نصبة مضاعفة)، وتلحق ببعض الأسماء المنونة تنوين فتح، ألف تسمى ألف التنوين الزائدة، ولا تكون إلا في تنوين النصب نحو:

كتابًا - زيادًا وهكذا. ولا تكون هذه الألف في الأسماء المختومة بالهمزة إذا جاء قبلها ألف مد نحو:
سماءً، رجاءً

#### التشكيل

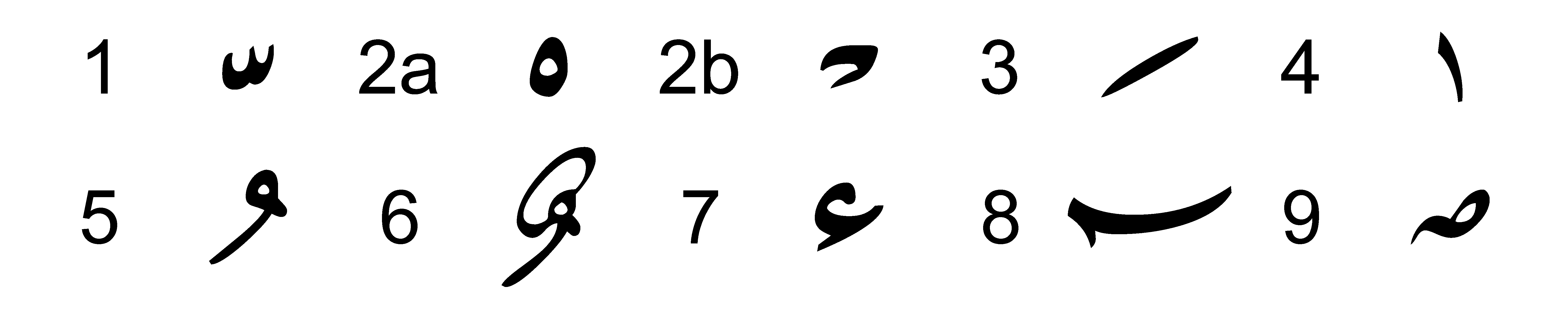
علامات تشكيل تستعمل في الأبجدية العربية.

هي شكلة توضع أعلى أو تحت الحرف العربي، لتوضيح طريقة نطق الحرف. ولا تكتب حركات التشكيل في العربية اليومية، أي في الخطوط اليومية والمطبوعات العامة ولافتات الشوارع. بينما تحتوي كتب الأطفال ونصوص المدارس الابتدائية وبعض الكتب على علامات التشكيل إلى حدٍ ما.
وتعتبر علامات التشكيل مهمة للقارئ الذي لا يجيد العربية، بينما يمكن للعربي قرأتها بالسليقة. وقد يكتب البعض علامات التشكيل في الحالات التي يمكن أن يتلعثم فيها القارئ لمعرفة التهجئة من خلال السياق، ويكتبها البعض كجزءًا من جمالية النص.
| الحركات | الاسم | الترجمة الصوتية | القيمة الصوتية |
| ------- | ----- | --------------- | -------------- |
| 064E◌َ   | fatḥa | a               | ‎/a/‏            |
| 064F◌ُ   | ḍamma | u               | ‎/u/‏            |
| 0650◌ِ   | kasra | i               | ‎/i/‏            |

صادقت الأبجدية العربية على شكلها الحالي التقليدي منذ بداية القرن السابع أي بداية القرن الهجري الأول (سنة اثنين وعشرين هجري) وتلك كانت أقدم مخطوطة باللغة العربية الحالية.
ادرك المسلمون الأوائل أهمية قراءة وكتابة القرأن بشكل واضح ودقيق، لذا في بداية القرن الهجري الأول -السابع ميلادي- كان هناك الحاجة للحل الناجع لاختلاف قراءات القرآن بسبب تشابه الأحرف. وقد كانت للأبجديات النبطية والسريانية أمثلة متعددة بوجود التنقيط للتمييز بين الأحرف المتطابقة، قياسا على ذلك، فقد تم إضافة نظام التنقيط إلى الأحرف العربية لتقديم ما يكفي من صوتيات الأحرف الثمان والعشرون مختلفة للغة العربية الكلاسيكية. لذا فقد وضعت الأحرف المنقطة بعد الأحرف الأصلية بالترتيب الهجائي، وأحيانا تلك الأحرف تسبقها.
أقدم وثيقة موجودة تستخدم بشكل مؤكد نظام التنقيط، هي أيضا أول وثيقة باللغة العربية بورق البردي ومؤرخة في شهر جمادى الأول من عام 22 هجري -643 ميلادي-. ولم يكن التنقيط إلزاميا بتلك الفترة. وقد كان القرآن يحفظ في الصدور لفترة قبل أن يأمر الخليفة عثمان بن عفان بكتابته.
تلك الممارسة، والتي بقيت حتى اليوم، ربما نشأت بشكل جزئي لتجنب كثرة الالتباسات في النصوص القرآنية، فضلا عن ندرة الكتب في زمن لم يسمع عن الطباعة، والدارج لعملية التأليف هو النسخ اليدوي.
الحروف الرقمية تمثل كل الحروف الأبجدية (28 حرفاً) ولكل حرف له مدلوله الرقمي (انظر حساب الجمل)، وتبدأ برقم 1 وتنتهي عند الرقم 1000 وهي كالآتي موضوعة في جدول:
| جدول حساب الجمّل | جدول حساب الجمّل | جدول حساب الجمّل | جدول حساب الجمّل | جدول حساب الجمّل | جدول حساب الجمّل | جدول حساب الجمّل | جدول حساب الجمّل |
| --------------- | --------------- | --------------- | --------------- | --------------- | --------------- | --------------- | --------------- |
| ا               | 1               | ح               | 8               | س               | 60              | ت               | 400             |
| ب               | 2               | ط               | 9               | ع               | 70              | ث               | 500             |
| ج               | 3               | ي               | 10              | ف               | 80              | خ               | 600             |
| د               | 4               | ك               | 20              | ص               | 90              | ذ               | 700             |
| هـ              | 5               | ل               | 30              | ق               | 100             | ض               | 800             |
| و               | 6               | م               | 40              | ر               | 200             | ظ               | 900             |
| ز               | 7               | ن               | 50              | ش               | 300             | غ               | 1000            |

دخول المزيد من غير العرب في الدين الإسلامي ومحاولتهم تعلم العربية وقرائتها، خلق المزيد من غموض اللغة لعدم وجود حركات العلة، وكمثال على ذلك: كلمة «كتب» لها عدة معاني، فهي تعني كَتَبَ وكُتِبَ وكُتُب. فتم بعد ذلك ادخال تلك الحركات مع الهمزة.

### حركات أبي الأسود
كانت حركات أبي الأسود تختلف في رسمها عن الحركات اليوم فقد رسمها بحبر أحمر وكانت على هيئة نقاط. وقد وصلنا ما أخبر أبو الأسود كاتبه أن يفعل إذ قال له:
«خذ صبغاً أحمر فإذا رأيتني فتحت شفتي بالحرف فانقط واحدة فوقه وإذا كسرت فانقط واحدة أسفله وإذا ضممت فاجعل النقط بين يدي الحرف (أي أمامه) فإذا اتبعت شيئاً من هذه الحركات غنة فانقط نقطتين» وأخذ يملي القرآن بتأنٍ والكاتب يكتب حتى وصل إلى آخر المصحف. وكان أبو الأسود يدقق في كل صحيفة حال انتهاء الكاتب منها.
و لم يضع أبو الأسود علامة للسكون إذ رأى أن إهمال الحركة يغني عن علامة السكون. وانتشرت طريقة أبي الأسود ولكنها لم تتداول إلا في المصاحف.

### ما بعد أبي الأسود
زاد الناس على طريقة أبي الأسود علامة للتنوين فوضعوا له نقطتين فوق بعضهما. وزاد أهل المدينة علامة التشديد فجعلوها قوسين فوضعوها فوق المشدد المفتوح وتحت المشدد المكسور وعلى يسار المشدد المضموم ووضعوا نقطة الفتحة داخل القوس والكسرة تحت حدبته والضمة على يساره ثم استغنوا عن النقطة وقلبوا القوس مع الضمة والكسرة وأبقوه على أصله مع الفتحة.
وزاد أهل البصرة السكون فجعلوه شرطة أفقية فوق الحرف منفصلة عنه على الشكل التالي ــ

### الفراهيدي والحركات الحديثة
قام الخليل بن أحمد الفراهيدي في العهد العباسي بتغيير رسم الحركات حتى يتمكن الناس من الكتابة بنفس لون الحبر إذ أن تنقيط الإعجام (التنقيط الخاص بالتمييز بين الحروف المختلفة كالجيم والحاء والخاء) كان قد شاع في عصره بعد أن إضافة إلى الكتابة العربية تلميذا أبي الأسود نصر بن عاصم ويحيى بن يَعْمَر فكان من الضروري تغيير رسم الحركات ليتمكن القارئ من التمييز بين تنقيط الحركات وتنقيط الإعجام. فجعل الفتحة ألفًا صغيرة مائلة فوق الحرف، والكسرة ياءً صغيرة تحت الحرف، والضمة واواً صغيرة فوقه. أما إذا كان الحرف منوناً كـرر الحركة. كما وضع حركات أخرى. واخترع شكل الشدة (ّ) وهي من أول حرف من اسمها (س) غير مكتملة. كما اخترع شكل الهمزة عينا (ع) غير مكتملة وذلك لتقاربهما لفظا. وبهذا يكون النظام الذي اتخذه قريباً إلى حد كبير من الرسم الذي تتخذه الحركات اليوم.
نشأت بعض علامات اللغة العربية بسبب اختلاف قراءة القرآن بين نطق لهجة أهل مكة حيث نزل القرآن أول مرة وبين العربية التقليدية. وتلك العلامات تتضمن:
- التاء المربوطة: علامة تأنيث تظهر في نهاية الكلمة المؤنثة وتقرأ كهاء.
- ألف مقصورة الألف المقصورة أو الياء المهمَلة (ى): هو أحد أشكال حرف الألف في الأبجدية العربية، من ناحية الرسم فهو حرف ياء من دون النقطتين، يلفظ الحرف كالمد بالألف: الفصحى تلفظ الفصحَ ولكن برن أنعم مما تُلفظ عادة الفتحة مع القليل من تطويل اللحن. فتقترب من أن تلفظ: الفصحَه—أي بإضافة فتحة ويليها حرف هاء على حرف الصاد. وكل هذا هو لابتعاد من أن تلفظ: الفصحة أي مع حرف ألف. وهذا الحرف هو لتليين الكلمة وتنعيم طرفها.
- ا: بعض علماء اللغة الأوائل يفرّقون بين الهمزة والألف، وكان بذلك عدد الحروف العربية عندهم تسعة وعشرين حرفًا. أما علماء اللغة المحْدثون فلا يعتبرون الألف حرفًا هجائيًا.
- همزة: هي الشكل الحركي الزائد إلى حرف العلة وتعطيه اللهجة والتمييز ليلفظ كحرف علة، وتنقسم الهمزات إلى نوعين رئيسيين، همزة قطع وهمزة وصل حسب التشكيل. فهي تأتي أول أو وسط أو آخر الكلمة، فالهمزة هي التي تعطي اللحن والنغمة للكلمة العربية.